# 馬適求
馬適求（？—20年），新朝巨鹿男子。
地皇元年（20年），馬適求等人计划策动燕、赵等地的兵马来反王莽，大司空属吏王丹发觉，奏报朝廷。王莽派三公大夫去逮捕审讯馬適求党羽，牵连到的郡国豪杰几千人，都被王莽处死。王丹因功劳被赐封为辅国侯。

## 资料来源
- 《汉书》王莽传

1. ↑  顏師古《漢書注》：「馬適，姓也。求，名也。」